# Asynarchus mutatus
Asynarchus mutatus là một loài Trichoptera trong họ Limnephilidae. Chúng phân bố ở miền Tân bắc.